# ターリストリオ
ターリストリオ（Talistrio）は、ドイツ・アウクスブルクにて結成されたピアノトリオである。
ヘンシェル弦楽四重奏団の第一ヴァイオリニスト、クリストフ・ヘンシェルに師事。
2017年に、正規メンバーの揃った初の日本公演が大阪府堺市で開催。
2020年度より、日本語表記を「ターリス・トリオ」から変更。

## メンバー
- ヴェンツェル・グンマー（ピアノ）Wenzel Gummer
- エリーザ・グンマー（ヴァイオリン）Elisa Gummer
- 岡田琢朗（チェロ）